# Parahyadina lacustris
Parahyadina lacustris är en tvåvingeart som beskrevs av Tonnoir och Malloch 1926. Parahyadina lacustris ingår i släktet Parahyadina och familjen vattenflugor. Inga underarter finns listade i Catalogue of Life.